# Marie Hallynck
Marie Hallynck (Tournai, 1973) è una violoncellista belga.

## Biografia
Marie Hallynck comincia lo studio del violoncello nella sua città natale, per poi continuare a Parigi con Reine Flachot. Dopo studi precoci presso Edmond Baert al Conservatoire Royal de musique de Bruxelles, ed alla Chapelle musicale Reine Élisabeth, si perfeziona con János Starker negli Stati Uniti e Natal'ja Gutman alla Musikhochschule di Stoccarda. Ha guadagnato numerosi primi premi in occasione di contributi nazionali ed internazionali a Bruxelles, Gand, Parigi, Eindhoven. Nel 1992 riceve i diplomi d'onore del Mozarteum di Salisburgo e dell'Accademia Chigiana di Siena e giunge terza all'Eurovision Young Musicians.
Nel 1993 diventa laureata della Fondazione belga della Vocazione, e nel 1996 l'associazione Juventus (associazione che raccoglie ogni anno dei giovani dai 18 ai 26 anni scelti fra i talenti più promettenti dell'Europa intera) la sceglie fra i suoi vincitori. Ottiene anche una borsa della fondazione Emile Bernheim.
Nel 2000, ha debuttato in recital alla Carnegie hall di New York così come con l'Orchestra Filarmonica di Berlino in veste di solista, dove verrà reinvitata l'anno successivo. Nel 2001, l'associazione delle sale da concerto europee la sceglie come "Rising Star" e, nel 2002, l'unione della stampa musicale belga la nomina "solista dell'anno" (premio che hanno ricevuto artisti confermati come Gidon Kremer, Antonio Pappano o Philippe Herreweghe).
Viene accolta nelle più prestigiose sale da concerto europee, fra le quali il palazzo de Beaux-Arts di Bruxelles, Concertgebouw di Amsterdam, Musikverein di Vienna, Wigmore Hall di Londra, Symphony Hall di Birmingham, Carnegie Hall di New York, Philharmonies di Berlino e di Colonia, Théâtre de la Ville et la Cité de la Musique a Parigi.
Solista affermata, Marie Hallynck ha suonato con una quarantina di orchestre belghe e straniere (Francia, Germania, Paesi Bassi, Stati Uniti, Portogallo etc.) fra cui nel 2005, l'Orchestra nazionale del Belgio, l'Orchestra sinfonica delle Fiandre, la Filarmonica di Anversa, l'Orchestra da camera di Vallonia, l'Orchestra Filarmonica di San Pietroburgo, l'Orchestra da camera del Concertgebouw di Amsterdam, l'Orchestra Filarmonica di Rotterdam. Ha collaborato con artisti come Martha Argerich, Vadim Repin, Cédric Tiberghien, Alexandre Tharaud, Jean-Claude Vanden Eynden, Ronald Van Spaendonck, Gérard Caussé, i quartetti Danel, Pzazak e Ysaye, Alexandre Melnikov, Bruno Pasquier, Isabelle Faust, Janine Jansen, Julian Rachlin, Mischa Maisky, Renaud Capuçon.
Parallelamente alle sue attività di concertista, insegna dall'età di 18 anni al conservatorio reale di Bruxelles. Nel 2006, con il clarinettista Ronald Van Spaendonck (vincitore Juventus) ed il pianista Muhiddin Dürrüoglu-Demiriz, ha fondato l'Ensemble Kheops.
Marie Hallynck suona un violoncello Matteo Goffriller, Venezia 1717. Nel 2017, volendo emulare l'impresa del violinista americano Joshua Bell, ha tenuto una performance nella metropolitana di Bruxelles.

## Discografia
- Henri Vieuxtemps, Concerto n. 1 e Concerto n. 2 per violoncello e orchestra, Orchestra Nazionale del Belgio diretta da Theodor Guschlbauer, Cypres/Cyp 4609
- Robert Schumann, Phantasiestücke op. 73; Funf Stücke im Volkston op. 102, Edvar Grieg, Sonata op. 36, pianoforte: Cédric Tiberghien, Harmonia Mundi/Hmn 911779
- Joseph Jongen, Concerto per violoncello op. 18, Orchestra Nazionale del Belgio diretta da Kofman, Cypres/Cypres 1634
- Dmitrij Dmitrievič Šostakovič, Trio op. 67, Romanze op. 127, pianoforte: Arthur Schoonderwoerd, violino: Graf Mourja, soprano: Nadja Smirnova, contrabbasso: Peter Migunov, Alpha/Alpha 055
- Marin Marais, Manuel de Falla, Stravinski, Marcel Tournier: "Esprit de suite", arpa: Sophie Hallynck, Fuga Libera/FUG 519
- Ludwig van Beethoven, Trii per pianoforte, clarinetto e violoncello n.1 e 2, Ensemble Kheops, Fuga Libera/FUG535
- Claude Debussy, Benjamin Britten, Nicolas Bacri, Sonate per violoncello e pianoforte, pianista Cedric Tiberghien, Fuga Libera/Fug543